# Jaycie Phelps
Jaycie Lynn Phelps (Greenfield, 26 settembre 1979) è un'ex ginnasta statunitense.

## Palmarès

### Olimpiadi
- 1 medaglia:
  - 1 oro (Atlanta 1996 nel concorso a squadre)

### Mondiali
- 2 medaglie:
  - 1 argento (Dortmund 1994 nel concorso a squadre)
  - 1 bronzo (Sabae 1995 nel concorso a squadre)